# Kvindelig kranfører
|  | Denne artikel er oprettet af botten Steenthbot ud fra en ekstern database. Den kan derfor have sproglige fejl eller mangler. Denne skabelon kan fjernes efter kontrol af indholdet. |

Kvindelig kranfører er en dansk dokumentarfilm fra 1976 instrueret af Charlotte Rude og Aase Steensen.

## Handling
Vibeke Vasbo fortæller om det at være kranfører som kvinde. Om at have arbejde indenfor et typisk kvindefag, nemlig som sygehjælper, og motiveringen for at skifte til et mandefag ... og meget andet